# Ильиновка (Рязанская область)
Ильиновка — опустевший поселок в Кадомском районе Рязанской области. Входит в Кадомское городское поселение.

## География
Находится в восточной части Рязанской области на расстоянии приблизительно 8 км на запад по прямой от районного центра поселка Кадом.

## История
Известно, что поселок в советское время развивался как усадьба совхоза «Ильиновский». В 1980-е годы начался процесс переселения жителей в другие населенные пункты с большей транспортной доступностью. С 2010 года здесь никто не проживает.

## Население
| 1984 | 2010 | 2023 |
| ---- | ---- | ---- |
| 60   | ↘0   | →0   |

Численность населения: 60 человек (1984 год), 4 человека в 2002 году (русские 100 %), 0 в 2010.